# Ланжи
Ланжи́ (фр. Langy) — коммуна во Франции, находится в регионе Овернь. Департамент коммуны — Алье. Входит в состав кантона Варен-сюр-Алье. Округ коммуны — Виши.
Код INSEE коммуны — 03137.

## Население
Население коммуны на 2008 год составляло 237 человек.
| 1962 | 1968 | 1975 | 1982 | 1990 | 1999 | 2008 |
| ---- | ---- | ---- | ---- | ---- | ---- | ---- |
| 218  | 259  | 227  | 187  | 194  | 218  | 237  |

## Экономика
В 2007 году среди 152 человек в трудоспособном возрасте (15—64 лет) 116 были экономически активными, 36 — неактивными (показатель активности — 76,3 %, в 1999 году было 76,7 %). Из 116 активных работали 103 человека (55 мужчин и 48 женщин), безработных было 13 (5 мужчин и 8 женщин). Среди 36 неактивных 11 человек были учениками или студентами, 20 — пенсионерами, 5 были неактивными по другим причинам.

## Достопримечательности
- Церковь Сен-Сюльпис XI века